# Porospora veneris
Porospora veneris is een soort in de taxonomische indeling van de Myzozoa, een stam van microscopische parasitaire dieren. Het organisme komt uit het geslacht Porospora en behoort tot de familie Porosporidae. Porospora veneris werd in 1925 ontdekt door Léger & Dubosq.